# Louestault

Louestault este o comună în departamentul Indre-et-Loire, Franța. În 1 ianuarie 2018 avea o populație de 438 de locuitori.